# Elvira Afonso de Castela
Elvira Afonso de Castela (1080/81 — 15 de novembro de 1156) foi uma filha ilegítima do rei Afonso VI de Leão e da nobre leonesa Ximena Moniz, portanto irmã de Teresa de Leão, a mãe de D. Afonso Henriques, primeiro rei de Portugal.

## Família
Afonso VI de Leão e Castela teve outras duas filhas chamadas Elvira, suas meias irmãs legítimas, e que não devem ser confundidas:
- Elvira (n. 1082), filha de Constança da Borgonha e irmã de Urraca de Leão e Castela, morreu jovem, tal como os restantes seis irmãos
- Elvira Afonso da Sicília (1100–1135) (filha de uma Isabel, que seria uma nobre cristã ou a moura Zaida, viúva do rei da taifa de Sevilha), casada com o rei Rogério II da Sicília.

## Biografia

### Primeiro casamento
Elvira de Castela casou-se em 1094 com o conde Raimundo IV de Toulouse. Antes de acompanhar o marido para a Terra Santa na Primeira Cruzada em 1096, nasceu:
- Afonso-Jordão de Toulouse (1103–1148), que sucederia ao seu meio-irmão Bertrando no condado de Tolosa

### Segundo casamento
Depois da morte de Raimundo em Trípoli, a 28 de fevereiro de 1105, Elvira casou-se, antes de 1117, com o conde Fernando Fernández de Toro, de quem teve:
- Diego Fernández
- García Fernández
- Teresa Fernández de Vilalobos, a esposa do conde Osório Martínez, pais de vários filhos, incluindo a Elvira Osorez, a esposa de Guterre Roiz de Castro, Jimena, que casou com Rodrigo Guterres Girão y provavelmente também os pais de Monio Osorez de Cabreira.